# Ton
Ton é uma comuna italiana da região do Trentino-Alto Ádige, província de Trento, com cerca de 1.198 habitantes. Estende-se por uma área de 26 km², tendo uma densidade populacional de 46 hab/km². Faz divisa com Campodenno, Cortaccia sulla Strada del Vino (BZ), Denno, Mezzocorona, Mezzolombardo, Predaia, Roveré della Luna, Spormaggiore e Sporminore.